# Festival international du film de Calcutta
Pour les articles homonymes, voir KIFF.
Le Festival international du film de Calcutta (ou KIFF pour Kolkata International Film Festival ; কলকাতা ফিল্ম ফেস্টিভাল) est un festival cinématographique annuel fondé en 1995 qui se tient en novembre à Calcutta (ou Kolkata), en Inde et qui dure sept jours.
Le festival est organisé par le Centre du cinéma du Bengale occidental sous l'égide du gouvernement du Bengale occidental. Le centre est inauguré en 1985 par Satyajit Ray et, dès le moment de sa fondation, les cinéphiles kolkatans réclament la tenue de leur propre festival de cinéma.
Festival du film indépendant au départ, le festival est ensuite reconnu par la FIAPF (Fédération internationale des associations des producteurs de films), qui est l'autorité internationale concernant les festivals de cinéma.